# Antalis disparile
Antalis disparile är en blötdjursart som först beskrevs av D’Orbigny 1853.  Antalis disparile ingår i släktet Antalis och familjen Dentaliidae. Inga underarter finns listade i Catalogue of Life.